# Добош Василь Іванович
Добош Василь Іванович (нар. 29 жовтня 1924, с. Салдобош, тепер село Стеблівка Хустського району Закарпатської області — 1 березня 2001, Ужгород) — український мовознавець, доктор філологічних наук (1978), професор (1981). 

## Життєпис
Добош Василь Іванович народився 29 жовтня 1924 року в селі Стеблівка на Хустщині в селянській родині. У 1930 році поступив в перший клас народної школи. В навчанні проявляв старанність і мав добрі успіхи. У 1938 році Добош В. І. вступив до Хустської гімназії. Закінчив шість класів гімназії, 6 листопада 1944 року добровольцем вступив до лав Радянської Армії. Закінчив війну у Празі. За проявлену мужність і відвагу був нагороджений орденами Слави ІІІ-го ступеня та Вітчизняної війни 1-го ступеня, а також медаллю «За перемогу над Німеччиною у Великій Вітчизняній війні 1941—1945 рр.».
Після демобілізації продовжив навчання в Хустській вечірній школі робітничої молоді. У 1947 році склав державні екзамени і цього ж року поступив на філологічний факультет Ужгородського державного університету. Особливий інтерес проявляв до мовознавства, брав активну участь в семінарських заняттях, писав курсові роботи. Відчутно виявив нахил до наукової діяльності, коли навчався на останніх курсах вишу. Мріяв про навчання в аспірантурі. Тому після закінчення Ужгородського державного університету в 1952 році вирішив поступити в аспірантуру Інституту мовознавства АН України імені О. Потебні. Склав екзамени і був зарахований на стаціонарне навчання. Водночас від 1953 року викладав в Ужгородському державному університеті.
Навчаючись в аспірантурі, Добош В. І. працював над темою дисертації: «Говори долини річки Тур'ї Персчинського району Закарпатської області». Із закінченням аспірантури в 1955 році майже завершив роботу над дисертацією. Тепер вже працював старшим викладачем Ужгородського державного університету. В 1956 році захистив дисертацію і йому було присвоєно науковий ступінь кандидата філологічних наук.
Добош В. І. читає курс сучасної української мови. Його лекції змістовні, глибокі, багаті методикою викладання. Він відзначається в роботі сумлінністю, організаторськими здібностями. Тому в 1960 році його затверджують завідувачем відділу шкіл і вишів Закарпатського обкому Компартії України. Працюючи на цій посаді, Василь Іванович приділяє належну увагу роботі партійних організацій середніх шкіл і середніх спеціальних навчальних закладів, часто буває в педагогічних колективах, добре співпрацював з районними відділами народної освіти. Протягом трьох років багато зробив для розвитку народної освіти в області.
З 1963 року Добош В. І. знову працює на кафедрі української мови Ужгородського державного університету. Чимало робить, щоб дати студентам глибокі знання з сучасної української мови. Часто на сторінках журналів друкуються його наукові публікації. Водночас він займається зібранням матеріалів для докторської дисертації. В другій половині шістдесятих років йому присвоюють звання доцента. У 1978 році Добош В. І. захистив докторську дисертацію «Синтаксис українських південно-карпатських говорів» і йому було присвоєно науковий ступінь доктора філологічних наук. Добош В. І. має понад 50 публікацій, головним чином з діалектології та різних питань сучасної літературної мови.

## Наукова діяльність
Основні праці — з українського діалектного синтаксису, зокрема з дослідження семантики, складу та функцій приймальних конструкцій південнокарпатського говору української мови:
- «Синтаксис українських південнокарпатських говорів» (1971),
- «Синтаксис українських південнокарпатських говорів. (Прийменникові конструкції)» (1972)
- «Методичні розробки до практичних занять з діалектного синтаксису» (1981).